# Municipio de Poplar (Minnesota)
El municipio de Poplar (en inglés: Poplar Township) es un municipio ubicado en el condado de Cass en el estado estadounidense de Minnesota. En el año 2010 tenía una población de 170 habitantes y una densidad poblacional de 1,84 personas por km².

## Geografía
El municipio de Poplar se encuentra ubicado en las coordenadas 46°35′35″N 94°42′23″O / 46.59306, -94.70639. Según la Oficina del Censo de los Estados Unidos, el municipio tiene una superficie total de 92.33 km², de la cual 92,33 km² corresponden a tierra firme y (0 %) 0 km² es agua.

## Demografía
Según el censo de 2010, había 170 personas residiendo en el municipio de Poplar. La densidad de población era de 1,84 hab./km². De los 170 habitantes, el municipio de Poplar estaba compuesto por el 91,18 % blancos, el 6,47 % eran afroamericanos, el 1,18 % eran amerindios, el 1,18 % eran asiáticos. Del total de la población el 0 % eran hispanos o latinos de cualquier raza.